# Begumabad Budhana
Begumabad Budhana (o Begmabad) è una suddivisione dell'India, classificata come census town, di 16.248 abitanti, situata nel distretto di Ghaziabad, nello stato federato dell'Uttar Pradesh. In base al numero di abitanti la città rientra nella classe IV (da 10.000 a 19.999 persone).

## Geografia fisica
La città è situata a 28° 50' 45 N e 77° 34' 22 E.

## Società

### Evoluzione demografica
Al censimento del 2001 la popolazione di Begumabad Budhana assommava a 16.248 persone, delle quali 8.698 maschi e 7.550 femmine. I bambini di età inferiore o uguale ai sei anni assommavano a 2.458, dei quali 1.296 maschi e 1.162 femmine. Infine, coloro che erano in grado di saper almeno leggere e scrivere erano 10.030, dei quali 6.246 maschi e 3.784 femmine.